# Sparbanken i Vänersborg

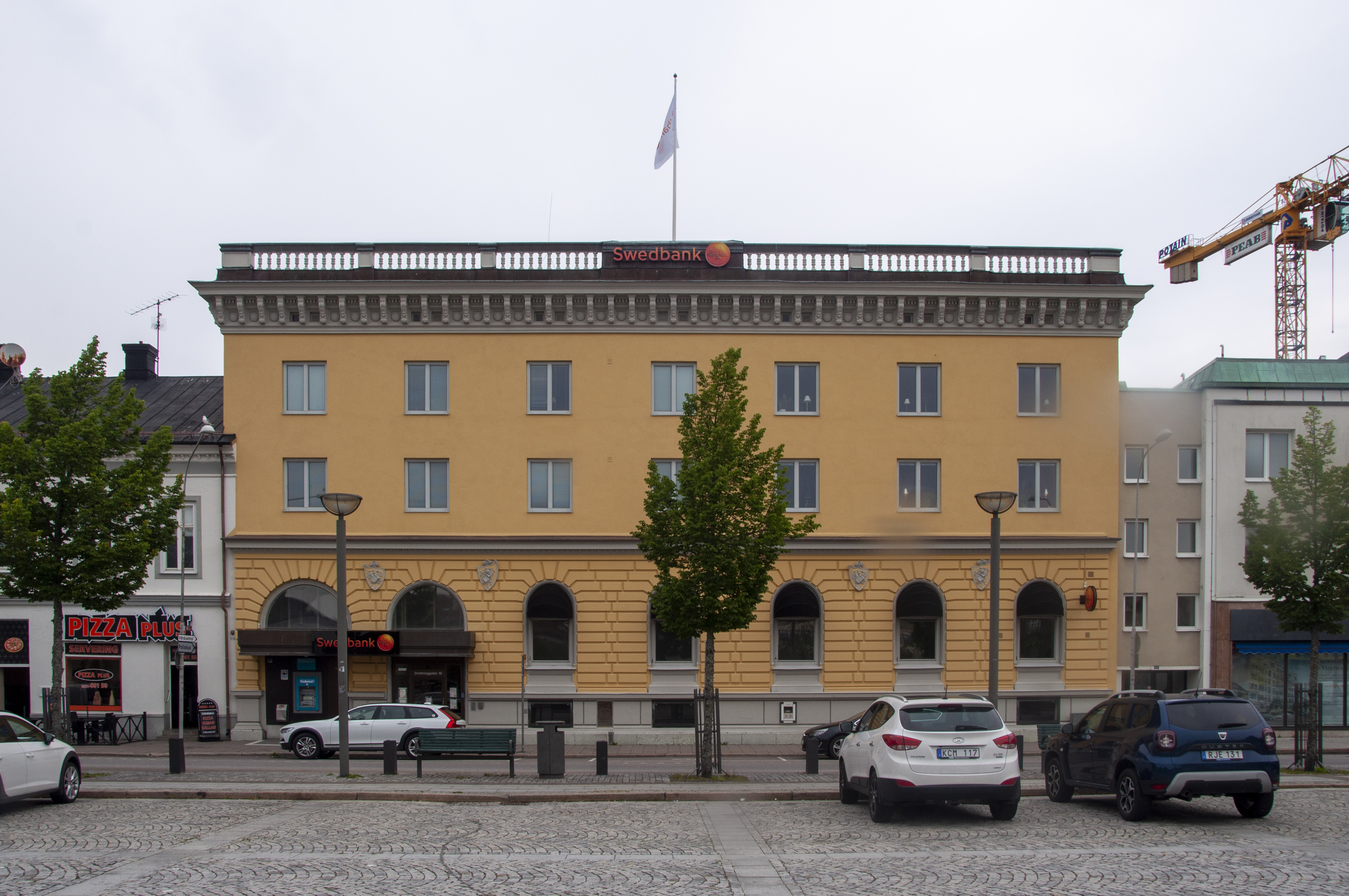
Sparbankshuset i Vänersborg

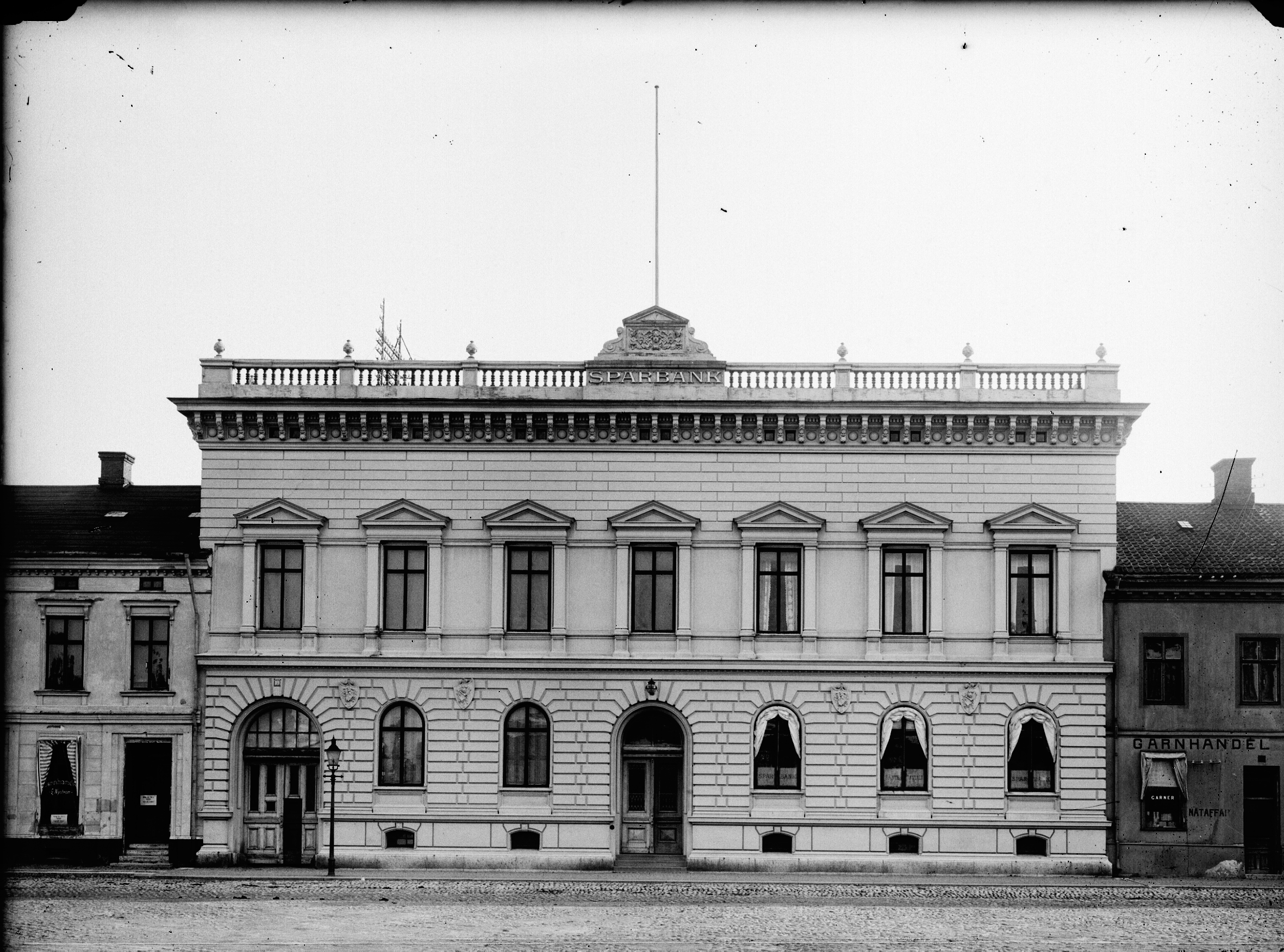
Bankhuset innan ombyggnaden

Sparbanken i Vänersborg var en sparbank i Vänersborg grundad 1822. Den fusionerades 1986 och bildade Sparbanken Väst.

## Historik
Banken stiftades 1822, som den fjärde första i Sverige. Initiativtagare var landshövding Carl Georg Flach och handelsman F Agrell. Det första verksamhetsåret hade man 86 insättare med en totalsumma av 839 riksdaler.
1882-1883 lät man resa ett eget sparbankshus vid Drottninggatan. Ritningarna utarbetades av Göteborgsfirman Belfrage & Franck med ett italienskt renässanspalats som modell. I en senare ombyggnad 1948 delades den tidigare höga övervåningen i två våningsplan.
Genom en sammanslagning 1986 med Uddevalla sparbank, Trollhättans sparbank, Åmåls sparbank och Lysekils sparbank bildades istället Sparbanken Väst.